# Nexpanateno
Nexpanateno är en ort i Mexiko.   Den ligger i kommunen Zacapoaxtla och delstaten Puebla, i den sydöstra delen av landet, 170 km öster om huvudstaden Mexico City. Nexpanateno ligger 1 870 meter över havet och antalet invånare är 301.
Terrängen runt Nexpanateno är huvudsakligen kuperad, men åt nordväst är den bergig. Runt Nexpanateno är det ganska tätbefolkat, med 129 invånare per kvadratkilometer. Närmaste större samhälle är Zaragoza, 12,7 km sydost om Nexpanateno. Omgivningarna runt Nexpanateno är en mosaik av jordbruksmark och naturlig växtlighet.